# 柏林 (康乃狄克州)
柏林（英語：Berlin）是一個位於美國康乃狄克州哈特福縣的城鎮。

## 地理
柏林的座標為41°36′50″N 72°46′21″W / 41.61389°N 72.77250°W，而該地的平均海拔高度為32米（即105英尺）。

## 人口
根據2010年美國人口普查的數據，柏林的面積為69.90平方千米，當中陸地面積為68.20平方千米，而水域面積為1.70平方千米。當地共有人口19866人，而人口密度為每平方千米284人。